# Formacja flagi i chorągiewki
Formacje flagi i chorągiewki – dwie formacje analizy technicznej oznaczające kontynuacje trendu na wykresie cenowym. Poprzedzone są one zawsze silnym ruchem w kierunku obowiązującego trendu, po czym następuje chwilowe jego zatrzymanie. W trakcje tworzenia się formacji flagi lub chorągiewki wolumen gwałtownie spada, a potem w momencie wybicia oznaczającego kontynuację trendu rośnie.
Flaga składa się z równoległoboku lekko pochylonego w przeciwnym do trendu kierunku, co widać na rysunku a. Chorągiewka natomiast (rysunek b) przypomina trójkąt symetryczny położony poziomo. Są to formacje krótkoterminowe, co oznacza, że kształtują się w okresie od jednego do trzech tygodni. Poprzedzone są silnym krótkotrwałym ruchem w kierunku trendu. Ruch ten nazywany jest masztem. Obejmuje on obszar od przebicia istotnego poziomu oporu (w przypadku trendu wzrostowego) do samej flagi lub chorągiewki.  Formacje te zwykle formują się w połowie całego ruchu cenowego, co oznacza, że zasięg wybicia można zmierzyć za pomocą długości masztu przyłożonej w miejsce wybicia.

Podobnie jak w przypadku wszystkich innych formacji zarówno formowanie się ich jak i wybicia potwierdzane są za pomocą wolumenu. Na rysunku przedstawiony jest on w formie histogramu na dole rysunku. Linie 1, 2, 3 na histogramie pokazują silne wzrosty i spadki wolumenu w trakcie tworzenia się obu formacji.